# 趙惟熙
趙惟熙（1859年—1917年12月30日），字芝珊。江西南丰人，清末民初政治人物。中華民國初代甘肅都督。

## 生平
1889年（光緒15年），他中巳丑科進士，同年五月，改翰林院庶吉士。光緒十八年五月，散館，授翰林院編修。此后歴任陝西省学政、貴州省学政。1900年代中，他任宁夏府知府、甘肅巡警道、甘肅按察使、甘肅布政使等職。辛亥革命后，1912年中华民国成立，他曾一度署理清朝陕甘总督。
1912年（民國元年）3月，陕甘总督改甘肃都督后，他署甘肅都督，加陆军上将衔，兼署甘肅民政长。期間與甘肃省临时议会議長李鏡清不合，煽動馬安良等人殺之。他曾充陕西宣抚副使。1914年（民國3年），他任政治会议议员、參政院參政、約法會議議員。他获授少卿加中卿衔，二等嘉禾章，二等文虎章。
1917年（民國6年）12月30日，趙惟熙逝世。

## 著作
- 《哀蟬吟》
- 《陝西校士錄》
- 《西學書目答問》